# 仙台 - 大船渡線
仙台 - 大船渡線（せんだい・おおふなとせん）は、かつて宮城県仙台市と岩手県大船渡市を東北自動車道経由で結んでいた高速バスである。

## 概要
2001年12月のJR東日本ダイヤ改正で快速南三陸2・3号の大船渡線盛駅乗り入れが廃止された。これを受けて仙台側の宮城交通と大船渡（盛）側の岩手県交通が共同運行の形で運行開始に至った。運行開始当初は1日2往復であったが、JRからの利用者がシフトしたことにより1日4往復に増便され、2014年9月13日より1日3往復に減便された。
また宮城交通（その後ミヤコーグループの再編に伴い運行事業者が宮城交通→宮交気仙沼バス→ミヤコーバスと変更）では、ほぼ同時期に（旧）仙台 - 気仙沼線を佐沼・津谷経由から若柳金成IC - 千厩経由に変更し、運行していた。2018年6月1日より、仙台 - 気仙沼線は全便三陸道経由での運行となり、東北道、千厩経由の便は廃止となった。
2012年12月22日より当路線は座席指定の予約制となった。ただし、利用当日に空席があれば、乗車時に運賃を支払うことにより乗車可能である（大船渡発仙台行の午前中の便は、予約が前日までとなっている）。
2020年7月20日より、廃止された東北道経由の仙台 - 気仙沼線のルートを通るように変更された。素通りしていたルートにバス停が追加され、花泉町地区では初の長距離バス路線となった。
2022年9月16日、三陸沿岸道路経由の仙台 - 釜石線に統合する形で運行を終了した。

## 運行終了時点における運行会社
- 宮城交通（仙台北営業所担当）が1日1往復を運行していた。
  - 2021年6月頃までは富谷営業所の担当であった。
  - 大船渡側では岩手県交通大船渡営業所で休憩していた。
- 岩手県交通（大船渡営業所担当）は運行終了時点では運休中だった。
  - 運行当時、仙台側では宮城交通仙台北営業所で休憩していた。

## 運行終了時点における停車停留所
2021年3月8日現在。
凡例　○：乗車のみ取り扱い　●：降車のみ取り扱い
| 所在地 | 所在地        | 停留所名                     | 仙台 - 大船渡線 | 仙台 - 大船渡線 | 備 考                                               |
| 所在地 | 所在地        | 停留所名                     | 仙台 ↓ 大船渡   | 仙台 ↑ 大船渡   | 備 考                                               |
| ------ | ------------- | ---------------------------- | --------------- | --------------- | --------------------------------------------------- |
| 宮城県 | 仙台市 青葉区 | 仙台駅前                     | ○               | ●               | 40番のりば（宮交仙台高速バスセンター）              |
| 宮城県 | 仙台市 青葉区 | 広瀬通一番町                 | ○               | ●               | 近隣に仙台市地下鉄南北線「広瀬通駅」あり。          |
| 岩手県 | 一関市        | 金沢中町（花泉）             | ●               | ○               |                                                     |
| 岩手県 | 一関市        | 道の駅川崎                   | ●               | ○               |                                                     |
| 岩手県 | 一関市        | 西小田工業団地入口           | ●               | ○               |                                                     |
| 岩手県 | 一関市        | 千厩体育館入口               | ●               | ○               |                                                     |
| 岩手県 | 一関市        | 千厩バスターミナル           | ●               | ○               |                                                     |
| 岩手県 | 一関市        | 一関市役所室根支所前         | ●               | ○               | 室根村役場前より改称                                |
| 宮城県 | 気仙沼市      | 新月公民館前                 | ●               | ○               |                                                     |
| 宮城県 | 気仙沼市      | 気仙沼駅前                   | ●               | ○               |                                                     |
| 宮城県 | 気仙沼市      | 気仙沼市役所前               | ●               | ○               | ミヤコーバス仙台 - 南三陸・気仙沼線と共通の停留所。 |
| 宮城県 | 気仙沼市      | 鹿折駅前                     | ●               | ○               | JR大船渡線BRT鹿折唐桑駅前。                         |
| 岩手県 | 陸前高田市    | 陸前高田駅                   | ●               | ○               |                                                     |
| 岩手県 | 大船渡市      | 大船渡駅前                   | ●               | ○               |                                                     |
| 岩手県 | 大船渡市      | サンリアショッピングセンター | ●               | ○               |                                                     |

※志波姫PA・新月パーキングで各10分間休憩していた。

## 運賃
2020年7月20日現在。
- 仙台 - 花泉地区（金沢中町まで）：大人片道1,300円、往復2,300円
- 仙台 - 千厩・気仙沼地区（道の駅川崎 - 八幡大橋）：大人片道2,100円、往復3,900円
- 仙台 - 陸前高田・大船渡地区（陸前高田駅 - サンリアショッピングセンター）：大人片道2,600円、往復4,700円

※往復券は乗車日を含め10日間有効。
※2012年12月22日より、仙台 - 気仙沼線（ミヤコーバス）の回数券は当路線では利用できなかった。

## 路線沿革
- 2001年（平成13年）12月21日 - 1日2往復（各社1往復ずつ）で運行開始。
- 2002年（平成14年）8月10日 - 1日4往復（各社2往復ずつ）に増便。一関市内に停留所を新設（幸町、新大町、七沢）。
- 2004年（平成16年）4月1日 - 岩手県交通大船渡営業所が早池峰バスに管理委託されたため、路線も同社に管理委託（2007年3月31日まで）。
- 2005年（平成17年）9月1日 - 停車停留所の変更（岩手病院前、一関社会保険事務所入口、西小田工業団地入口（仙台 - 気仙沼線は通過）、鹿折駅前、大沢を新設。前木は通過（仙台 - 気仙沼線のみ停車）。幸町、新大町、七沢を廃止）。仙台駅前の発着場所をさくら野前に変更。
- 2010年（平成22年）10月1日 - 運行経路の一部変更（「通岡峠まわり」から『三陸道・通岡トンネルまわり』に）、休憩場所の一部変更（「千厩バスターミナル」から『新月パーキング』に）[3]。仙台 - 気仙沼線、仙台 - 南三陸線とともにダイヤ改正並びに仙台駅前の発着場所が5年1ヶ月ぶりに宮交仙台高速バスセンター（旧：宮城交通高速バス総合案内所）に戻る。回数券を3枚綴りから2枚綴りに変更（運賃は上記参照。なお、旧一関市内間の5枚つづりの回数券は継続販売。）。
- 2011年（平成23年）
  - 4月28日 - 同年3月11日に発生した東北地方太平洋沖地震の影響（大津波で国道45号気仙大橋落橋等）により運行を休止していたが、この日より岩手県交通が臨時ダイヤ（1日2往復）での運行を開始。千厩バスターミナル～盛駅前間は国道343号に迂回[4] し、陸前高田ドライビングスクール入口・サンビレッジ高田に停車。
  - 5月7日 - この日より宮城交通が仙台 - 気仙沼市役所前間1日1往復で運行を再開[5]。
  - 5月31日 - この日より宮城交通の仙台 - 気仙沼便の「気仙沼市役所前」バス停を当分の間休止[6]。
  - 7月1日 - この日より宮城交通の仙台 - 気仙沼便を1日2往復に増便[7]。
  - 9月1日 - この日より仙台 - 気仙沼 - 大船渡間が震災前とほぼ同じ経路での運行を再開。運行回数も1日4往復に戻る[8]。
  - 12月20日 - 「気仙沼市役所前」バス停への停車を再開[9]。
- 2012年（平成24年）
  - 2月1日 - 運行経路変更に伴い、「サンビレッジ高田」停留所を廃止[10]。
  - 12月22日 - この日より座席指定予約制を導入。回数券の販売を終了し、各区間で往復券の発売を開始。同時にミヤコーバスの仙台 - 気仙沼線との回数券の共通利用が不可となる[11]。
- 2014年（平成26年）9月13日 - 宮城交通が1往復減便、1日3往復となる[12]。
- 2015年（平成27年）6月15日 - 運賃改定[13][14]。岩手病院前(イオン一関前)からの運賃が並走する仙台 - 一ノ関線より高くなった。
- 2019年（令和元年）6月21日 - 運賃改定[15][16]。岩手病院前からの運賃が仙台 - 一ノ関線より安くなった。
- 2020年（令和2年）
  - 4月10日 - 新型コロナウイルスの影響により、この日より当分の間、岩手県交通担当便を1日1往復に減便の上、時刻変更[17][18]。
  - 5月3日 - この日より当面の間、岩手県交通担当便を運休（宮城交通担当便のみ運行）[19][20]。
  - 7月20日 - 経路変更。一関IC経由から若柳金成IC経由となる。各社1往復ずつ2便に減便。金沢中町、道の駅川崎、陸前高田駅、大船渡駅前の各バス停を新設、県庁市役所前、岩手病院前、一関社会保険事務所入口、薄衣、大沢、陸前高田市役所前、商人橋、盛駅前の各バス停を廃止。あわせて岩手県交通担当便1往復の運行を再開（この日より同年8月16日まで毎日運行、翌8月17日以降は金土日祝日のみ運行）[21]。
  - 8月31日 - この日より、岩手県交通便(1往復)が当面の間運休(この日以降、現在にかけて運行していない)。
- 2021年（令和3年）3月8日 - 三陸道開通による経路変更のため、鹿折駅前バス停に停車し、八幡大橋バス停を休止[22]。
- 2022年（令和4年）9月16日 - 運行を休止していた仙台 - 釜石線に統合する形で運行を終了[2]。これにより仙台 - 大船渡間の所要時間は39分短縮される[23]。

## 利用状況
| 年度               | 運行日数 | 運行便数 | 年間輸送人員 | 1日平均人員 | 1便平均人員 |
| 2002（平成14）年度 | 365      | 2,421    | 39,158       | 107.3       | 16.2        |
| 2003（平成15）年度 | 366      | 2,958    | 49,210       | 134.5       | 16.6        |
| 2004（平成16）年度 | 365      | 3,013    | 54,161       | 148.4       | 18.0        |
| 2005（平成17）年度 | 365      | 3,069    | 54,801       | 145.3       | 17.3        |
| 2006（平成18）年度 | 365      | 3,097    | 53,052       | 150.1       | 17.7        |
| 2007（平成19）年度 | 366      | 3,095    | 51,726       | 141.3       | 16.7        |

## 使用車両
4列シート、トイレなしの車両で運行されていた。